# By Request (album de George Jones)
Pour les articles homonymes, voir By Request (homonymie).
Albums de George Jones
First Time Live
(1984) Who's Gonna Fill Their Shoes
(1985)
By Request est une compilation de l'artiste américain de musique country George Jones. Cet album est sorti en 1984 sur le label Epic Records. Parmi les invités présents sur l'album se trouvent Chet Atkins, Ray Charles, Merle Haggard et les Oak Ridge Boys.

## Liste des pistes
| No  | Titre                                      | Durée |
| --- | ------------------------------------------ | ----- |
| 1.  | Shine On (Shine All Your Sweet Love on Me) |       |
| 2.  | Still Doin' Time                           |       |
| 3.  | C.C. Waterback (avec Merle Haggard)        |       |
| 4.  | Same Ole Me (chœurs des Oak Ridge Boys)    |       |
| 5.  | I Always Get Lucky With You                |       |
| 6.  | Radio Lover                                |       |
| 7.  | Yesterday's Wine (avec Merle Haggard)      |       |
| 8.  | Almost Persuaded                           |       |
| 9.  | Tennessee Whiskey                          |       |
| 10. | We Didn't See a Thing (avec Ray Charles)   |       |

## Positions dans les charts

### Album
| Chart (1984)                      | Positions |
| --------------------------------- | --------- |
| U.S. Billboard Top Country Albums | 33        |

### Singles
| Année | Single                                     | Chart                        | Positions                                         |
| ----- | ------------------------------------------ | ---------------------------- | ------------------------------------------------- |
| 1981  | Still Doin' Time                           | Hot Country Singles & Tracks | 1                                                 |
| 1982  | Yesterday's Wine w/Merle Haggard           | Hot Country Singles & Tracks | 1                                                 |
| 1983  | I Always Get Lucky With You                | Hot Country Singles & Tracks | 1                                                 |
| 1983  | Shine On (Shine All Your Sweet Love On Me) | Hot Country Singles & Tracks | 3                                                 |
| 1982  | C.C. Waterback w/Merle Haggard             | Hot Country Singles & Tracks | #10                                               |
| 1984  | We Didn't See a Thing w/Ray Charles        | Hot Country Singles & Tracks | #6                                                |
| 1983  | Tennessee Whiskey                          | Hot Country Singles & Tracks | #2                                                |
| 1983  | Radio Lover                                | Hot Country Singles & Tracks | N'est pas entré dans les charts avant 1989, à #62 |
| 1983  | Almost Persuaded                           | Hot Country Singles & Tracks | N'est pas entré dans les charts                   |
| 1982  | Same Ole Me                                | Hot Country Singles & Tracks | #5                                                |